# Kathryn Pinnock, Baroness Pinnock

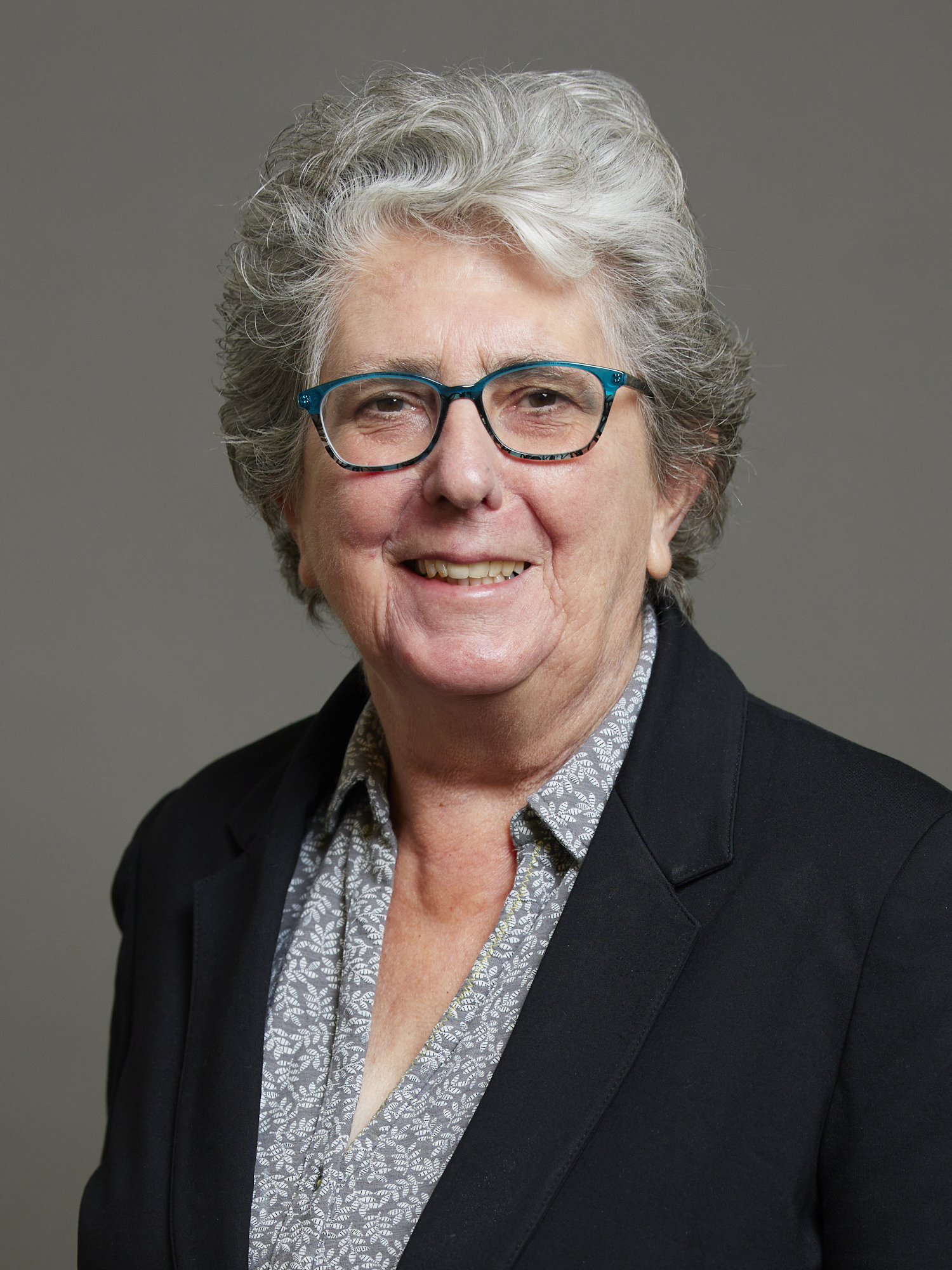
Kathryn Pinnock, Baroness Pinnock (2022)

Kathryn „Kath“ Mary Pinnock, Baroness Pinnock (* 25. September 1946) ist eine britische Politikerin der Liberal Democrats. Sie ist seit 2014 als Life Peeress Mitglied des House of Lords. 

## Leben
Kathryn „Kath“ Mary Pinnock besuchte die City of Bath Girls’ School, aus der die heutige Hayesfield Girls’ School hervorging. Im Anschluss begann sie ein Lehramtsstudium der Fächer Geschichte und Chemie an der Keele University, welches sie mit einem Bachelor beendete. Nach dem Erwerb des Lehrerdiploms unterrichtete sie als Geschichtslehrerin an weiterführenden Schulen in Birmingham sowie als Lehrerin für Mathematik und Sonderpädagogik an der Rastrick High School in West Yorkshire und war des Weiteren mehrere Jahre stellvertretende Hauptprüferin für A-Level-Geschichte. Ihr politisches Engagement begann sie 1987 mit der Wahl zum Mitglied des Gemeinderates von Kirklees, ein Metropolitan Borough im Metropolitan County West Yorkshire, und vertrat in diesem die Kleinstadt Cleckheaton. Während dieser Zeit war sie von 1991 bis 2014 Vorsitzender der Fraktion der Liberal Democrats im Kirklees Metropolitan Borough Council und wurde 2000 als erste Frau auch Vorsitzende dieses Metropolitan Borough Council. Dieses Amt bekleidete sie bis zum 24. Mai 2006, woraufhin Robert Light von der Conservative Party ihre dortige Nachfolge antrat.
Am 23. September 2014 wurde Kath Pinnock für die Liberal Democrats als Baroness Pinnock, of Cleckheaton in the County of West Yorkshire, zur Life Peeress aufgrund des Life Peerages Act 1958 der Peerage of the United Kingdom erhoben und damit Mitglied des House of Lords, des Oberhauses des Parlaments. 2015 verlieh ihr die University of Huddersfield für ihre politischen Verdienste einen Ehrendoktor. Während ihrer Oberhauszugehörigkeit war sie zwischen dem 12. Juni 2015 und dem 2. Juli 2019 Mitglied des Unterausschusses für Innere Angelegenheiten der EU (EU Home Affairs Sub-Committee) und fungierte zudem vom 28. Oktober 2016 bis zum 18. September 2021 als Sprecherin der Liberaldemokraten im Oberhaus für Gemeinden und lokale Regierung. Ferner war sie zwischen dem 13. Februar 2020 und dem 31. Januar 2023 Mitglied des Ausschusses für öffentliche Dienste (Public Services Committee) und fungierte des Weiteren vom 19. September 2021 bis 4. Juli 2024 als Sprecherin der liberaldemokratischen Fraktion für Nivellierung, Gemeinschaften und lokale Regierung. Seit dem 5. Juli 2024 fungiert Baroness Pinnock als Sprecherin der Liberal Democrats für Wohnungsbau, Gemeinden und Kommunalverwaltung.